# Suzukielus sauteri
Suzukielus sauteri is een hooiwagen uit de familie Sironidae.